# Spaniens Grand Prix 1991
Spaniens Grand Prix 1991 var det fjortonde av 16 lopp ingående i formel 1-VM 1991. Detta var det första som kördes på Catalunyabanan i Barcelona.

## Resultat
1. Nigel Mansell, Williams-Renault, 10 poäng
2. Alain Prost, Ferrari, 6
3. Riccardo Patrese, Williams-Renault, 4
4. Jean Alesi, Ferrari, 3
5. Ayrton Senna, McLaren-Honda, 2
6. Michael Schumacher, Benetton-Ford, 1
7. Mauricio Gugelmin, Leyton House-Ilmor
8. JJ Lehto, BMS Scuderia Italia (Dallara-Judd)
9. Alessandro Zanardi, Jordan-Ford
10. Martin Brundle, Brabham-Yamaha
11. Nelson Piquet, Benetton-Ford
12. Gabriele Tarquini, Fondmetal-Ford
13. Pierluigi Martini, Minardi-Ferrari
14. Gianni Morbidelli, Minardi-Ferrari (varv 62, kollision)
15. Emanuele Pirro, BMS Scuderia Italia (Dallara-Judd)
16. Stefano Modena, Tyrrell-Honda
17. Satoru Nakajima, Tyrrell-Honda

### Förare som bröt loppet
- Mark Blundell, Brabham-Yamaha (varv 49, motor)
- Érik Comas, Ligier-Lamborghini (36, elsystem)
- Gerhard Berger, McLaren-Honda (33, elsystem)
- Michele Alboreto, Footwork-Ford (23, motor)
- Andrea de Cesaris, Jordan-Ford (22, elsystem)
- Mika Häkkinen, Lotus-Judd (5, snurrade av)
- Ivan Capelli, Leyton House-Ilmor (1, kollision)
- Eric Bernard, Larrousse (Lola-Ford) (0, kollision)
- Thierry Boutsen, Ligier-Lamborghini (0, kollision)

### Förare som ej kvalificerade sig
- Aguri Suzuki, Larrousse (Lola-Ford)
- Nicola Larini, Lambo-Lamborghini
- Michael Bartels, Lotus-Judd
- Eric van de Poele, Lambo-Lamborghini

### Förare som ej förkvalificerade sig
- Alex Caffi, Footwork-Ford
- Fabrizio Barbazza, AGS-Ford
- Olivier Grouillard, AGS-Ford